# Steffie Spira
Steffie Spira (Vienna, 2 giugno 1908 – Berlino, 10 maggio 1995) è stata un'attrice austriaca naturalizzata tedesca.

## Vita privata
Era figlia d'arte, suo padre era l'attore austriaco Fritz Spira, deceduto nel 1943 in un campo di concentramento in Voivodina. Anche sua madre Lotte Spira e sua sorella Camilla Spira erano attrici.

## Filmografia parziale
- Bürgermeister Anna, regia di Hans Müller (1950)
- Ernst Thälmann - Sohn seiner Klasse, regia di Kurt Maetzig (1954)
- Die Beunruhigung, regia di Lothar Warneke (1982)